# Никулин, Дмитрий Сергеевич
Дмитрий Сергеевич Никулин -  боксер выступающий в средней весовой категории.

## Биография
Дмитрий Никулин родился 30 апреля 1984 года в Мелитополе, Украина. Воспитанник мелитопольской школы бокса. На данный момент является боксером промоутерской компании братьев Кличко «K2 Promotions».

## Карьера
Тренер Никулина — Сергей Гордиенко.
17 сентября 2009 года во Дворце спорта «Метеор» в Днепропетровске состоялся турнир по профессиональному боксу, в котором принял участие Дмитрий Никулин.
Организаторами этого грандиозного праздника бокса стали промоутерская компания братьев Кличко K2 East Promotions, мировой бренд Nemiroff и телеканал «Мегаспорт».
19 декабря 2009 года в Запорожье (Украина) победил россиянина Заурбека Байсангурова титул — звание чемпиона WBO European..
12 сентября 2010 год в Осаке (Япония) проиграл в десятираундовом поединке японцу Юки Нонака: 95-94, 98-93 и 98-94.
17 октября 2012 бой с Файзулло Ахмедовым. Файзулло начал бой жёстко, заставив Дмитрия включить ноги и быстро работать между защитой на дистанции и переходом в атаку. Бой показал хороший настрой обоих бойцов, а также приличную скорость, как у Дмирия, так и у Файзулло.
Заканчивает Никулин ударом левой сбоку и клинчем. Результат поединка: победа Никулина единодушным решением судей.
20 апреля 2013 в Харькове, в рамках «вечера мирового бокса» состоялся боксерский поединок между Дмитрием Никулиным и Амброси Судидзе. В 8-раундовом поединке, в первом среднем весе, мелитопольский боксер-профессионал оказался сильнее. И победил по решению судей, единогласно.
Бой прошёл в андеркарте у Сергея Федченко и Карима Эль Уазгари. Где харьковчанин, чемпион Европы по версии WBO в суперлегком весе Сергей Федченко (32-2, 14 КО) успешно защитил принадлежащий ему титул, одержав победу над Каримом Эль Уазгари.

## Титулы
- Чемпион WBO European.